# Ванейгем, Рауль
Рауль Ванейгем (фр. Raoul Vaneigem, род. 21 марта 1934, Лессин, провинция Эно,
Бельгия) — бельгийский писатель и философ. Изучал романскую филологию в Брюссельском свободном университете (1952—1956). Наибольшую известность получил в связи со своим участием наряду с Ги Дебором в Ситуационистском интернационале (1961—1970 годы). На данный момент живёт в Бельгии и является отцом четверых детей.

## Деятельность в Ситуационистском интернационале
В своеобразном разделении труда внутри Ситуационистского интернационала (то есть грубо говоря, между Дебором и Ванейгемом) Ванейгем был в большей степени ответственен за лозунги восстания 1968 года, чем Ги Дебор, тексты которого на эту роль подходили существенно меньше.
Главной книгой Ванейгема является «Революция повседневной жизни» (The Revolution of Everyday Life, Traité de savoir-vivre à l’usage des jeunes générations), оригинально изданная на французском практически одновременно с книгой Дебора «Общество спектакля», ныне доступна и на русском («Гилея», серия Час «Ч». Современная мировая антибуржуазная мысль, ISBN 5-87987-034-0). Именно эта книга насыщена теми громкими девизами, жаркими возгласами, красочными поэтическими образами, роднящими её с поэмой Волошина («Путями Каина»), они лишь заняли разные ниши по весу и месту приложения силы, что нисколько ни умаляет её научной ценности.

## Деятельность после Ситуационистского интернационала
После добровольного ухода из С. И., Рауль пишет серию книг, в которых отстаивает идею самоорганизующегося и самоуправляющегося общества. Он часто использует разные временные псевдонимы: Julienne de Cherisy, Robert Desessarts, Jules-François Dupuis, Tristan Hannaniel, Anne de Launay, Ratgeb, Michel Thorgal.
Также он стал пропагандистом нового вида забастовки, в котором работники сферы обслуживания и транспорта оказывают свои услуги бесплатно. Это должно обеспечить не «ленивый» и деструктивный характер стачек, за что их критикуют, а созидающий, сплачивающий. Пассажиры на аэропортах и вокзалах больше не будут ворчать на «неунимающихся работников», а напротив, станут сопричастны положению работников.